# Balangay
Pour l'unité administrative des Philippines, voir Barangay.
Pour la ville, voir Butuan.

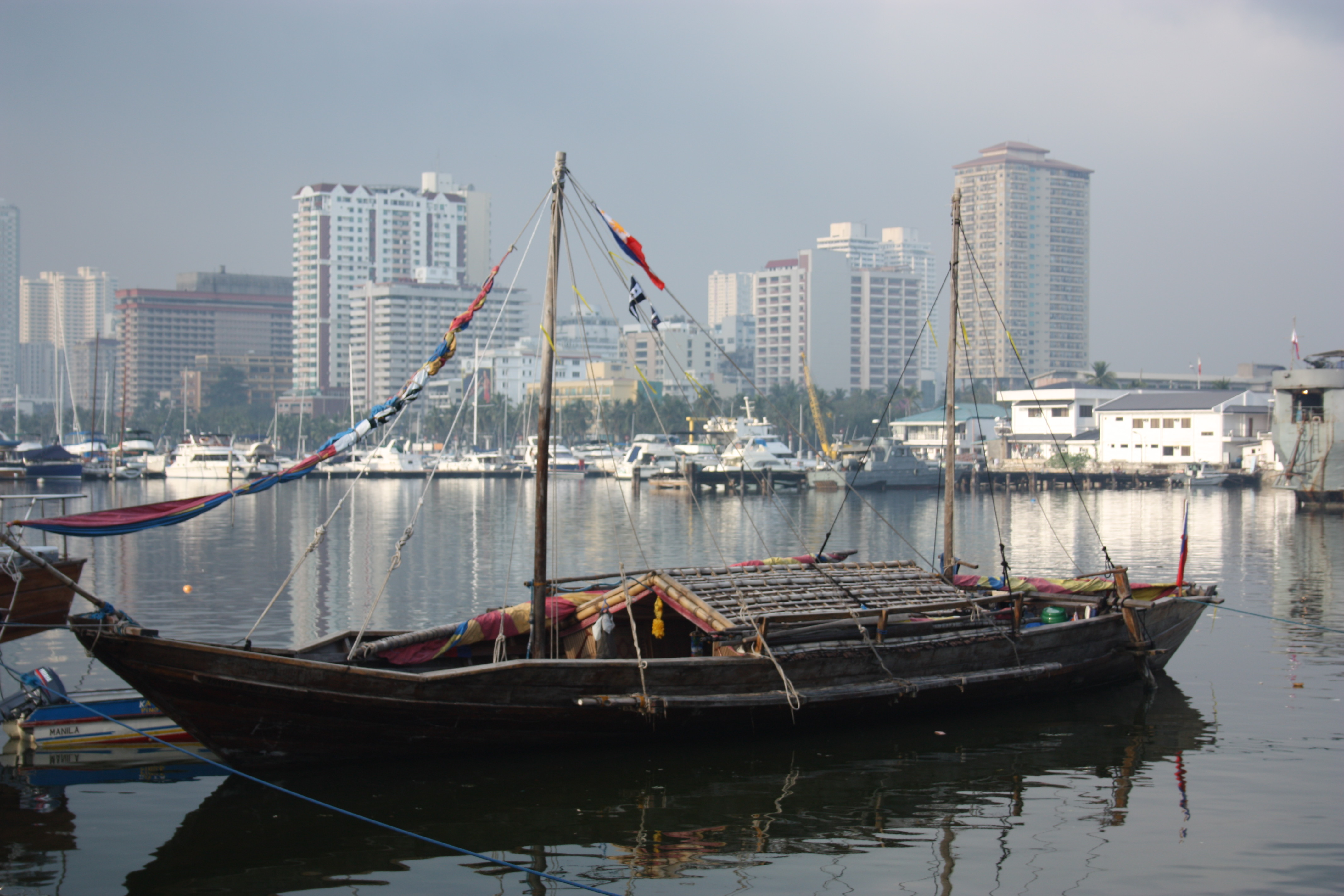
Une réplique d'un Balangay à Manille.

Le balangay, ou barangay (synonyme de butuan), est un type de bateau à voiles et rames, à bordages à franc-bord. Présent massivement au XVIe siècle, il serait apparu dès l'antiquité en Austronésie. Il représente un symbole patrimonial fort aux Philippines.

## Étymologie
Pour les Ibanags de la province de Cagayan, le mot commun pour bateau était barangay, terme parfois étendu à l'équipage.
Barangay, ou Balangay, est l’un des premiers mots autochtones que les Espagnols ont appris aux Philippines. Quand Antonio Pigafetta s'est rendu à terre pour discuter avec le souverain de Mazua (1521), ils se sont assis ensemble dans un bateau amarré sur le rivage que Pigafetta a appelé un balangai. Les premiers dictionnaires espagnols indiquent clairement qu'il a été prononcé "ba-la-ngay".
En revanche, lorsque les Espagnols sont arrivés à Luçon, ils ont découvert que ce mot désignait aussi la plus petite unité politique de la société tagalog.

## Usage et variantes

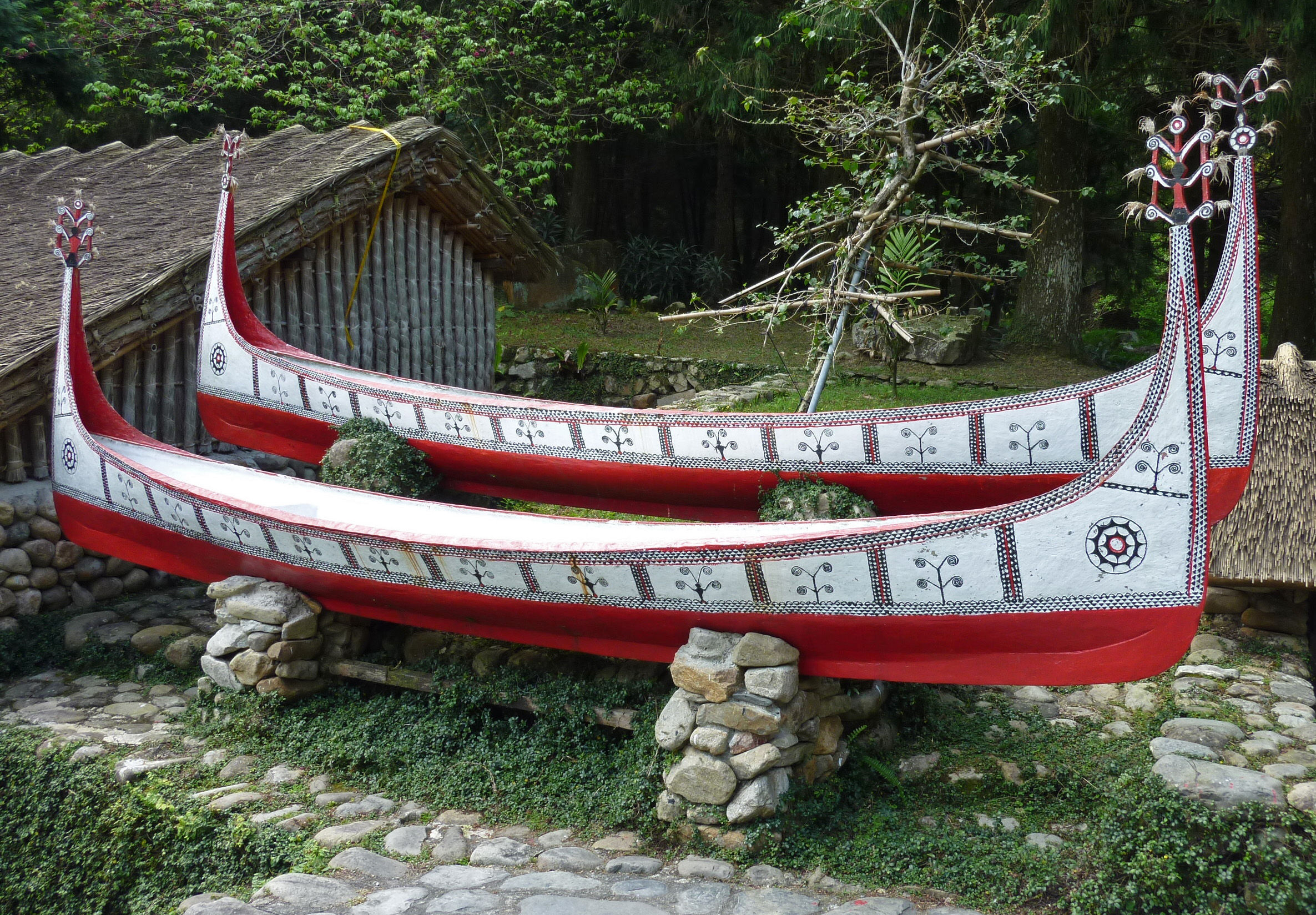
Ipanitika : un type de balangay utilisé par le peuple tao de l'île des Orchidées (Taiwan).

De par sa taille, le balangay était utilisé à des fins de fret et de raids, jouant un rôle central dans les échanges commerciaux dans toute la Région des Îles|région des îles Philippines et dans les régions voisines.
Dans le nord de Luçon, en particulier dans la province de Cagayan, le balangay est utilisé comme moyen de procurer de la nourriture pour les Ibanags. Le réseau fluvial de Cagayan et les passes de Babuyan fournissaient aux Ibanags des poissons ainsi que des voies de commerce jusqu’à la côte d’Ilocos, de sorte que les bateaux faisaient partie de la vie quotidienne.
Pour les Ibanags de la province de Cagayan. Le mot commun pour bateau était barangay, terme parfois étendu à l'équipage. Pour les Ibanags la terminologie pour les gros navires est biray ou biwong.
Les Visayans et les Mindanaons avaient une manière différente d’utiliser le balangay par rapport à celle des habitants du nord de Luçon. Les plus grosses embarcations étaient utilisées pour transporter des marchandises et étaient appelées bidok, biroko, balutu, baroto, biray ou lapid. Durant le XVIIIe et le XVIe siècle, des balanguay de guerre appelés barangayanes ont été construits pour faire face à une forte activité de piraterie.

## Fabrication de bateaux: tradition et processus
Le balangay est fabriqué sans plan, le savoir faire se transmet par la pratique d’une génération à l’autre. Les techniques artisanales sont encore utilisées par les constructeurs de bateaux de l’île de Sibutu, dans le sud des Philippines.
Le balangay était essentiellement un bateau à planches assemblées, en joignant bord à bord les planches sculptées, à l’aide d’épingles ou de goujons. Les planches, qui étaient fabriquées à partir d’un bois dur appelé « doongon » aux Philippines (Heritiera littoralis), ont été assemblées tous les 12 centimètres, également par une broche de bois dur mesurant environ 19 centimètres de long, qui ont été enfoncées dans des trous au bord de chaque planche (bordage à franc bord). l'Assemblage s'effectue avec un cordage appelé cabo negro (Arenga pinnata).
La coque, mesure environ 15 mètres de long et 4 mètres de large à laquelle était ajouté d'immenses stabilisateurs ; le bateau était propulsé soit par une voile, soit par une pagaie.

## Historique

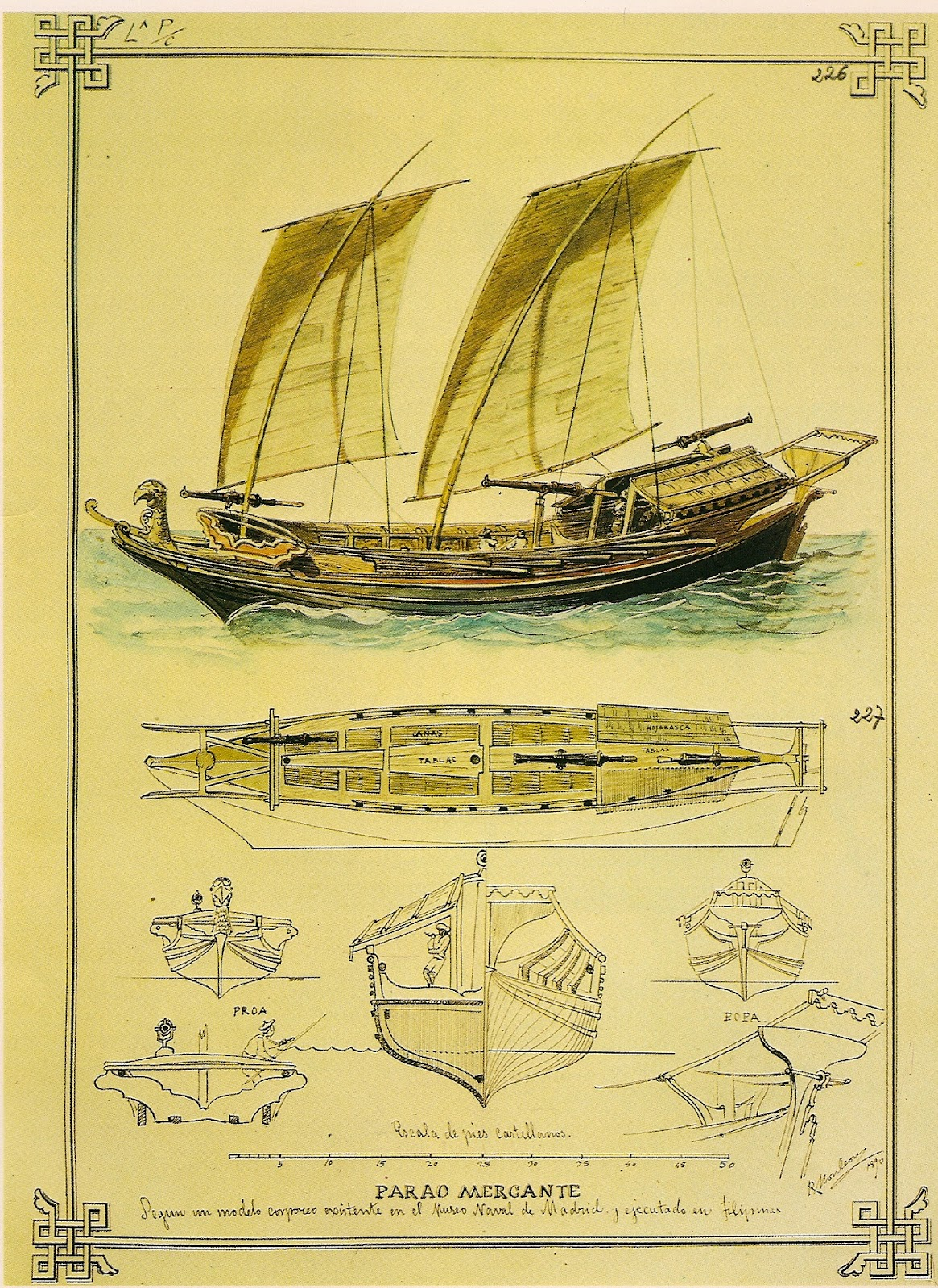
Illustration du navire marchand armé Biroko (1890).

Sur le plan archéologique, le balangay est le premier bateau en bois mis au jour en Asie du Sud-Est.
Il a également été soutenu que le balangay avait également contribué à la colonisation du peuple austronésien autour des Philippines et des régions voisines de l’Asie du Sud-Est maritime. Les Tao de Taïwan ont toujours su créer des balangays, tradition qui se poursuit encore de nos jours. Les Balangays sont considérés comme un symbole de leur peuple. Ils sont considérés comme les descendants des vaisseaux utilisés par les ancêtres du peuple Tao lors de leur installation de l'île des Orchidées de Batanes vers 1200 de notre ère. Il a été mentionné formellement pour la première fois au 16e siècle dans les Chroniques de Pigafetta et est connu pour être le plus ancien bateau nautique trouvé aux Philippines. Le plus ancien balangay connu a été daté au carbone à 320 après J.C..
La balangay a été la première embarcation nautique en bois mise au jour en Asie du Sud-Est. Elle témoigne du savoir-faire artisanal d'origine philippine et de ses talents de marin au cours de la période précoloniale.
Depuis le Xe siècle, Butuan semble avoir entretenu de bonnes relations avec les Srivijaya. Situés sur la côte de Mindanao, les balangay s’arrêtaient souvent dans la baie de Butuan, entretenant de bonnes relations commerciales entre les habitants de Butuan et les commerçants de l’empire et des îles voisines,. Divers produits, allant jusqu'à la statue d'Avalokiteśvara et à la Tara dorée de Butuan, ont été échangés à travers l'Asie du Sud-Est maritime.
Les bateaux de balangay ont été découverts à la fin des années 1970 dans la ville de Butuan, Agusan del Norte. Au total, neuf bateaux en bois ont été trouvés accidentellement par des habitants à la recherche d'or alluvionnaire sur des terres situées près de la rivière Masao. Le site se trouvait à Sitio Ambangan, Barrio Libertad, dans un ancien chenal asséché, peut-être un ancien affluent de la rivière Masao.
Trois des neuf balangays découverts ont été exhumés par le Musée national et sont actuellement conservés. Le premier Balangay ou Butuan Boat One, a été découvert en 1976 et est maintenant exposé au musée du sanctuaire de Balangay à Libertad, dans la ville de Butuan. Il a été testé au radiocarbone et a été daté de 320 après J.C.. Le bateau deux de Butuan a été daté de 1250 de notre ère et se trouve maintenant dans le hall maritime du musée national de Manille. Le bateau cinq de Butuan, mis au jour à Bancasi, Libertad en 1986 a été daté de 1215 ap. J.-C. et a été transféré au musée régional de Butuan et est en cours de conservation. Les six autres bateaux, qui n’ont pas encore été excavés, restent dans leur état initial gorgé d’eau, ce qui s’est avéré être le meilleur moyen de les préserver.
En 2012, les archéologues du Musée national ont découvert ce qui semble être un "bateau-mère" de balangay massif, estimé à 25 mètres de long, par rapport à la moyenne de 15 mètres des autres balangays sur le site de fouilles. Le Dr Mary Jane Louise A. Bolunia, responsable de l'équipe de recherche, a indiqué que les gournables ou les piquets de bois utilisés dans la construction du bateau-mère avaient un diamètre d'environ 5 centimètres. En juin 2013, les fouilles de la découverte étaient toujours en cours.

## Reconnaissance patrimoniale

### Trésors culturels nationaux
Les balangays de Butuan ont été déclarés trésors culturels nationaux par la Présidente Corazon Aquino en vertu de la Proclamation présidentielle no 86 du 9 mars 1987.

### Bateau national
En novembre 2015, le Balangay a été déclaré bateau national des Philippines par le Comité de la révision des lois de la Chambre. Le Balangay a été choisi pour que les «générations futures de Philippins reconnaissent la contribution à façonner la tradition maritime du pays,. Le projet de loi 6366 déclare que le Balangay est le bateau national des Philippines.

## Célébrations
Le festival de Balanghai à Butuan (Agusan du Nord), pour commémorer l’arrivée des premiers migrants qui se sont installés aux Philippines, à bord des bateaux Balangay,. Lorsque les premiers Espagnols sont arrivés au 16e siècle, ils ont trouvé les Philippins vivant dans des villages indépendants bien organisés, appelés barangays. Le nom barangay provient de balangay, le mot austronésien pour "voilier".